# Liste des îles englouties
Cette liste des îles englouties recense, classifie et illustre les îles connues, nommées et notoires qui ont par la suite disparu de la carte.
Les causes de leur submersion sont diverses, naturelles pour la plupart, anthropiques pour les autres : élévation du niveau de la mer consécutive au réchauffement climatique, modification des courants marins ou fluviaux, conséquence de séisme ou d'ouragans, érosion rapide d'amoncellement — encore plus rapide — de téphras produits par une éruption volcanique, fonte glaciaire, surexploitation par l'homme, création d'un lac de retenue, etc.
En revanche, la liste ne reprend pas :
- les anciennes îles désormais reliées à la terre ferme par création d'un tombolo, ou fusionnées par poldérisation, envasement ou déplacement de bras de mer, de rivières, assèchement de marais, etc. ;
- les sites engloutis qui n'ont jamais été insulaires ;
- les îles fantômes, qu'on a jadis cru identifier, qu'on a portées sur des cartes pour réaliser plus tard qu'elles n'avaient probablement jamais existé ;
- les îles flottantes (d'aucune sorte) ;
- les îles imaginaires.

## Légende
- Volcanique / érosion
- Séisme
- Phénomène Glaciaire
- Courants, tempêtes, phénomènes sédimentaires
- Élévation des océans
- Exploitation Humaine
- Lac de Barrage

## Table des îles englouties
| Nom                                            | Coord.                             | Localisation                                                                    | Description | Type | Illustration   |
| ---------------------------------------------- | ---------------------------------- | ------------------------------------------------------------------------------- | --- | ---- | -------------- |
| Zalzala Koh ou Zalzala Jazira                  | 25° 10′ 29″ N, 62° 16′ 00,2″ E     | Sur la côte du Baloutchistan, au Pakistan                                       | « Montagne du séisme » en ourdou, cet îlot de la mer d'Arabie émerge le 24 septembre 2013 à quelques centaines de mètres du port de Gwadar à la suite d'un séisme dont l'épicentre se situe à 400 km, par activation d'un volcan de boue. Visible depuis la côte, de forme ovale, il mesure environ 176 × 161 m pour une élévation de 15 à 20 m. Du méthane s'échappe à sa surface, issu de gisements sous-marins de clathrates. Constituée principalement de boue et de sable, l'île disparait en 2016,. | V    |                |
| Lateiki ou Metis Shoal                         | 19° 10′ 58,8″ S, 174° 52′ 01,2″ O  | Tonga                                                                           | Dôme de lave d’un diamètre de 280 mètres et d’une élévation maximale de 43 mètres, apparu en 1995 sur l'arc volcanique Tonga-Kermadec et resté inhabité. Du 14 octobre au 1er novembre 2019 elle disparait dans une éruption volcanique, qui crée un nouvel îlot, 120 mètres à l'ouest, quatre fois plus vaste. On lui conserve le nom de Lateiki. | V    |                |
| Qeqertaq Avannarleq                            | 83° 40′ 59,1″ N, 30° 41′ 52,2″ O   | Groenland                                                                       | L'« île la plus au nord » en inuktitut avait été repérée en 2021 au nord du Groenland. Elle mesurait 30 mètres sur 60, et culminait quatre mètres au-dessus du niveau de la mer. Elle disparaît pendant l'été 2022 : il s'agissait en fait d'un iceberg plat dit semi-stationnaire, de 20 à 30 mètres de haut, surmonté d'une fine couche superficielle de terre et de cailloux accumulée par des glissements de terrain depuis la côte. Ce n'est pas un cas unique. | G    |                |
| East Island                                    | 23° 47′ 14″ N, 166° 12′ 35″ O      | Hawaï                                                                           | Ce banc de sable et de gravier de 45 000 m2 (au plus large 1 600 × 120 m) fixé sur un récif corallien était le deuxième plus grand îlot de l'atoll de la Frégate française, depuis un ou deux millénaires. De 1944 à 1952 il hébergeait une station radar des garde-côtes américains. Il a été anéanti par l'ouragan Walaka en octobre 2018. | C    |                |
| Esanbe Hanakita-kojima                         | vers45° 40′ N, 142° 10′ E          | Japon                                                                           | Enregistrée en 1987, l'île émergeait de 1,4 m et était visible de la pointe la plus septentrionale d'Hokkaido, 500 m au nord du village de Sarufutsu. Depuis septembre 2018, elle est portée disparue. L'hypothèse avancée par les autorités est une érosion par les vents et les banquises dérivantes. | G    |                |
| Ada Kaleh                                      | 44° 42′ 58″ N, 22° 27′ 20″ E       | Roumanie, sur le Danube                                                         | Île de 1,75 km x 0,5 km, construite, habitée (600 à 1 000 habitants), cultivée. Engloutie en 1970 après la création d'un lac de barrage. | B    |                |
| Home reef                                      | 18° 59′ 28″ S, 174° 45′ 47″ O      | Tonga                                                                           | Surgit en août 2006 de l'éruption d'un volcan sous-marin et atteint 1,5 km x 0,5 km. En octobre 2006 l'érosion marine l'a rayée de la carte. Culmine en 2010 deux mètres sous le niveau de la mer. Il surgit à nouveau des eaux à la suite d'une nouvelle éruption en septembre 2022, atteignant 24 000 m2. | V    |                |
| Syrtlingur                                     | 63° 18′ 19″ N, 20° 34′ 36″ O       | Islande                                                                         | Naît le 22 mai 1965, d'une éruption volcanique sous-marine consécutive à celle de Surtsey. Atteint 0,15 km2 et 70 m d'altitude, mais l'érosion marine l'élimine le 17 octobre 1965. Culmine en 2000 32 m sous le niveau de la mer. | V    |                |
| Ferdinandea                                    | 37° 12′ N, 12° 42′ E               | Italie                                                                          | Île intermittente surgie le 2 juillet 1831 et plus brièvement 1701 et 1863 par les éruptions volcaniques du volcan sous-marin Empédocle. Disputée en 1831 par le Royaume-Uni, la France et les Deux-Siciles (qui y prennent pied) alors qu'elle atteint une circonférence de 5 km et une altitude de 65 m. Est engloutie début décembre 1831 par l'érosion marine. Actuellement 8 m sous le niveau de la mer. | V    |                |
| Jólnir                                         | 63° 17′ 41″ N, 20° 37′ 58″ O       | Islande                                                                         | Naît le 26 décembre 1965 d'une éruption volcanique sous-marine consécutive à celle de Surtsey, et atteint 0,28 km2 et 70 m d'altitude. Le 31 octobre 1966 l'érosion marine l'a fait disparaître. Culmine en 2000 41 m sous le niveau de la mer. | V    |                |
| Sabrina                                        |                                    | Portugal, au large de São Miguel                                                | Surgit le 14 juin 1811 d'une éruption volcanique sous-marine, et atteint 1,5 km x,1 km. L'érosion marine l'a détruite en octobre 1811. | V    |                |
| Pulau Batu Hairan (« Île Surprise » en malais) |                                    | Malaisie, au large de Bornéo                                                    | Ce monticule de sédiment de 100 m de diamètre surgit le 14 avril 1988, poussé par un volcan de boue. Éliminé par l'érosion marine le 25 février 1990. | V    | Photo          |
| Sud Talpatti ou Purbasha                       | 21° 37′ 00″ N, 89° 08′ 30″ E       | Golfe du Bengale                                                                | Naît en 1974 d'un amoncellement de sédiments dans le delta du Brahmapoutre, provoqué par le cyclone Bhola. La montée des eaux l'engloutit en 2010. Inhabitée mais d'une superficie de 10 000 m2, elle est disputée entre l'Inde et le Bangladesh jusqu'à sa submersion, | C    |                |
| Banua wuhu                                     | 3° 08′ 16″ N, 125° 29′ 26″ E       | Indonésie                                                                       | Dôme de lave intermittent, voisin des îles Sangihe, émergé de 1835 à 1848, de 1889 à 1894 et à nouveau de 1919 à 1935. | V    |                |
| Île Steers (en)                                |                                    | Indonésie, détroit de la Sonde                                                  | Née en août 1883 de produits volcaniques de l'éruption du Krakatoa retombés dans une zone de hauts-fonds (−20 m), elle atteint une élévation de 3 m. Elle a disparu en 1885. Subsiste un banc de sable sous-marin. | V    |                |
| Calmeyer (en)                                  |                                    | Indonésie, détroit de la Sonde                                                  | Née en août 1883 de produits volcaniques de l'éruption du Krakatoa retombés dans une zone de hauts-fonds (−20 m), elle atteint une élévation de 6,5 m. Déjà fracturée en îlots en octobre 1883, elle a disparu en 1885. Subsiste un banc de sable sous-marin. | V    |                |
| Île Nova (en)                                  |                                    | Portugal, entre São Miguel et Terceira                                          | Naît le 31 décembre 1720 de l'éruption du volcan sous-marin Dom João de Castro Bank, cette île circulaire atteint 1,5 km de diamètre et 250 m de haut. Détruite avant le 21 juillet 1722, par l'érosion marine. | V    |                |
| Pobeda                                         | 64° 39′ 00″ S, 98° 54′ 00″ E       | Mer de Mawson, dans l'Antarctique oriental                                      | Île intermittente, formée par échouage périodique d'icebergs tabulaires du Glacier Denman (en) sur un banc de sable (1840, 1911, 1960, 1985). L'iceberg reste alors en place pendant une décennie au plus, avant de reprendre sa dérive. A atteint 70 km x 36 km. | G    |                |
| Shelly Island                                  | 35° 12′ 48,56″ N, 75° 31′ 40,57″ O | Au large de l'île Hatteras, en Caroline du nord (États-Unis).                   | Se crée en avril 2017, par accumulation de sable sous l'effet des courants côtiers. Atteint 1 800 × 150 m et disparaît début 2018, victime de l'ouragan Maria. | C    |                |
| Kepidau en Pehleng                             | vers6° 51′ N, 158° 13′ E           | Micronésie                                                                      | Submergée par l'océan entre 2007 et 2014. Habitée, elle disparait avec Nahlapenlohd et six autres petites îles à faible altitude, non peuplées, dans les archipels de Laiap, Nahtik et Ros. | E    |                |
| Nahlapenlohd                                   | vers6° 51′ N, 158° 13′ E           | Micronésie                                                                      | Submergée par l'océan entre 2007 et 2014. Habitée, elle disparaît avec Kepidau en Pehleng et six autres petites îles à faible altitude, non peuplées, dans les archipels de Laiap, Nahtik et Ros. | E    |                |
| Kale                                           | vers8° S, 159° E                   | Îles Salomon                                                                    | Sa superficie a lentement décru avec la hausse du niveau des mers : 48 890 m2 en 1947, 43 070 en 1962, 12 572 en 2002, 509 en 2011. Elle est portée disparue en 2016. Inhabitée, mais végétalisée. | E    |                |
| Rapita                                         | vers8° S, 159° E                   | Îles Salomon                                                                    | 45 700 m2 en 1947, 21 250 en 1962, portée disparue en 2002. Inhabitée, mais végétalisée. | E    |                |
| Rehana                                         | vers8° S, 159° E                   | Îles Salomon                                                                    | 38 330 m2 en 1947, 21 800 en 1962, portée disparue en 2002. Inhabitée, mais végétalisée. | E    |                |
| Kakatina                                       | vers8° S, 159° E                   | Îles Salomon                                                                    | 15 150 m2 en 1947, 3 580 en 1962, portée disparue en 2002. Inhabitée, mais végétalisée. | E    |                |
| Zollies                                        | vers8° S, 159° E                   | Îles Salomon                                                                    | 12 240 m2 en 1947, 4 980 en 1962, portée disparue en 2002. Inhabitée, mais végétalisée. | E    |                |
| Belcinac                                       | 49° 30′ 24″ N, 0° 40′ 36″ E        | Dans la Seine (fleuve), dans les prairies humides de Vatteville-la-Rue (France) | Au VIIe siècle, l'île mesure « trois mille pas de long sur quinze cents de large ». Sujette au mascaret, elle est souvent partiellement immergée, parfois continument sur plusieurs années, comme en 1330 où son monastère disparaît emporté par les flots. Elle est engloutie de nouveau de 1597 à 1641, puis définitivement en 1740. | C    |                |
| Mamiang                                        | Vers1° 30′ S, 118° 15′ E           | Détroit de Macassar entre Bornéo et Célèbes                                     | Occupait 50 hectares environ et s'élevait à une hauteur de 3 m. Victime de l'extraction intensive du sable, ce n'est plus en 2004 qu'un banc de sable affleurant à marée basse. | H    |                |
| Besar                                          | Vers1° 30′ S, 118° 15′ E           | Détroit de Macassar entre Bornéo et Célèbes                                     | Idem Mamiang. | H    |                |
| Karang                                         | Vers1° 30′ S, 118° 15′ E           | Détroit de Macassar entre Bornéo et Célèbes                                     | Idem Mamiang. | H    |                |
| Batu                                           | Vers1° 30′ S, 118° 15′ E           | Détroit de Macassar entre Bornéo et Célèbes                                     | Idem Mamiang. | H    |                |
| Tanjung                                        | Vers1° 30′ S, 118° 15′ E           | Détroit de Macassar entre Bornéo et Célèbes                                     | Idem Mamiang. | H    |                |
| Hitam                                          | Vers1° 30′ S, 118° 15′ E           | Détroit de Macassar entre Bornéo et Célèbes                                     | Idem Mamiang. | H    |                |
| Kecil                                          | Vers1° 30′ S, 118° 15′ E           | Détroit de Macassar entre Bornéo et Célèbes                                     | Idem Mamiang. | H    |                |
| Îles Vordonis                                  | 40° 55′ 17″ N, 29° 06′ 07″ E       | Mer de Marmara, Turquie                                                         | Le patriarche Photios Ier de Constantinople y fit construire un monastère byzantin en 886. Un tremblement de terre la fit couler quelques mètres sous les eaux en 1010. Ses ruines sont redécouvertes en 2013,. | S    |                |
| Nadikdik                                       | 5° 54′ 00″ N, 172° 09′ 00″ E       | Extrémité sud-ouest des Îles Marshall                                           | Atoll de corail englouti par un typhon le 30 juin 1905 (2 survivants sur 60 habitants). S'est reconstruite et re-végétalisée entre 1945 et 2010, sur du sable et des débris de corail. | C    |                |
| Lohachara                                      | 21° 54′ 00″ N, 88° 06′ 60″ E       | Inde, dans le delta du Gange                                                    | La submersion totale de l'île a été constatée en décembre 2006. 6 000 familles en avaient été évacuées dans les années 1980 vers l'île de Sagar (en 2018 déjà partiellement submergée). Plusieurs causes sont avancées : érosion côtière, cyclones, hausse du niveau de la mer, disparition de la mangrove, etc. Des études récentes augurent que l'îlot pourrait à nouveau émerger des eaux,. | C+E  |                |
| Kabasgadi                                      | vers 21° 54′ 00″ N, 88° 06′ 60″ E  | Inde, dans le delta du Gange                                                    | Disparue entre 1983 et 2003 | C+E  |                |
| Suparibhanga ou Bedford                        | vers 21° 54′ 00″ N, 88° 06′ 60″ E  | Inde, dans le delta du Gange                                                    | Disparue entre 1975 et 1990. | C+E  |                |
| Philæ                                          | 24° 01′ 18″ N, 32° 53′ 20″ E       | Egypte, sur le Nil                                                              | Submergée dans les années 1970 par la hausse du niveau du lac de retenue de l'ancien barrage d'Assouan à la suite de la construction du haut barrage. Temples et monuments édifiés aux époques pharaoniques et gréco-romaines ont été déplacés sur l'île voisine d'Aguilkia entre 1974 et 1976. | B    |                |
| San Marco in Boccalama                         | 45° 23′ 19″ N, 12° 16′ 53″ E       | Italie, dans la lagune de Venise                                                | L’île se trouvait à l’embouchure du Lama, un antique bras du fleuve Brenta. Lieu d'un oratorium au XIe siècle, d'une église de San Marco et d'une hôtellerie au XIVe siècle, puis utilisée comme fosse commune lors de la peste de 1348, disparaît par subsidence et érosion au XVIe siècle. Illustration : carte de 1546. | C    |                |
| Île Semionovski                                | 74° 15′ N, 133° 55′ E              | Nord de la Russie, dans la mer des Laptev                                       | Découverte en 1770 par un marchand moscovite qui poursuit un troupeau de rennes sur la banquise, l'île mesure alors environ 5 km2 de superficie. Celle-ci passe de 4,6 km2 en 1823 à 0,9 km2 en 1912, 0,5 km2 en 1936 et 0,2 km2 en 1945. À cette date, des falaises maritimes s'élèvent encore à 24 mètres de hauteur. En 1950, seul un baïdjarakh, un monticule lié au pergélisol, dépasse des flots et deux ans plus tard, celui-ci s'est réduit à un banc de sable à fleur d'eau. Au début des années 1960, une nouvelle visite confirme la disparition totale de l'île, le banc de sable culminant à vingt centimètres sous le niveau de la mer. | C    |                |
| Koezand                                        | 51° 24′ 43″ N, 3° 29′ 45″ E        | Pays-Bas                                                                        | Située dans l'embouchure de l'Escaut occidental, ce banc de sable longtemps inhabité est endigué au printemps 1344 et abrite 28 habitants. Après la construction de la digue, il y avait 28 habitants sur l'île. Elle disparaît définitivement sous les flots lors du raz-de-marée de la Toussaint 1570. | C    |                |
| Stuivezand                                     | 51° 21′ 55″ N, 3° 50′ 09″ E        | Pays-Bas                                                                        | Située au milieu de l'Escaut occidental, l'île est endiguée en 1371. En 1406 une communauté y vit, qui y bâtit une église. Elle atteint 400 ha. Elle est saccagée par le raz-de-marée de la Saint-Félix en 1530, puis en 1532, 1562 et 1570. Elle a complètement disparu au début du XVIIe siècle. | C    |                |
| Tebua Tarawa                                   | 3° 20′ 15″ N, 172° 58′ 51,6″ E     | Kiribati, près de Makin                                                         | Submergée en 1999 par la montée des océans. | E    |                |
| Abanuea (en)                                   | vers3° 20′ N, 172° 59′ E           | Kiribati, près de Makin                                                         | Submergée en 1999 par la montée des océans, elle était inhabitée mais servait d'abri pour les pêcheurs. | E    |                |
| Antirhodos                                     | 31° 12′ 24″ N, 29° 54′ 01″ E       | Egypte, au large d'Alexandrie                                                   | Elle abritait un palais ptolémaïque, était habitée sous les règnes de Septime Sévère et de Caracalla. Disparaît en 365 sous les coups du séisme de Crête et du tsunami consécutif. | S    |                |
| Bikeman                                        | 1° 23′ N, 173° 00′ E               | Kiribati, dans l'atoll de Tarawa                                                | Îlot submergé au début des années 1990 en raison de la modification des courants consécutive à la création d'une chaussée entre les îles de Betio et de Bairiki. Photo en 1976 | H    |                |
| Elugelab                                       | 11° 40′ 00″ N, 162° 11′ 22,39″ E   | Îles Marshall, dans l'atoll d'Eniwetok                                          | Îlot pulvérisé par le premier essai américain d'une bombe H 1er novembre 1952 (illustration : emplacement marqué par la flèche blanche). | H    |                |
| Geirfuglasker                                  | 63° 19′ 04,29″ N, 20° 29′ 44,01″ O | Islande, près de Reykjanes                                                      | Îlot rocheux volcanique escarpé (en islandais « rocher du Grand pingouin »), c'était un des derniers refuges du grand pingouin. Détruit par une éruption volcanique en 1830 (illustration : schéma du XVIIIe siècle). | S    |                |
| Écueils de Gunnbjörn                           | 65° N, 30° O                       | Entre l'Islande et le Groenland                                                 | Découverts au IXe siècle et colonisés à partir de 970, ces îlots étaient une étape lors des traversées vers le Groenland (jusqu'à 18 fermes en 1391). Une éruption volcanique les détruisit en 1456. | S    |                |
| Hainshallig                                    | 54° 34′ 24,08″ N, 8° 36′ 30,51″ E  | Allemagne                                                                       | Hallig en Frise du Nord, elle disparaît sous les flots en 1860. | C    |                |
| Jordsand                                       | 55° 01′ 32″ N, 8° 34′ 14″ E        | Danemark, en mer des Wadden                                                     | Hallig danois habité, d'une surface de 20 km2 en 1231. Les ondes de tempête la détruisent progressivement (40,7 ha en 1807, 18,4 ha en 1873, 2,3 ha dans les années 1980). Elle est engloutie la nuit du 31 décembre 1999 (en haut à droite sur la photo). | C    |                |
| Buise (en)                                     | 53° 42′ 26″ N, 7° 08′ 49″ E        | Allemagne, îles de la Frise Orientale                                           | Issue elle-même d'un île plus grande, Burchana (scindée en 1219) ou Bant (scindée en 1170), elle se rompt en deux parties en 1362, et est presque entièrement engloutie en 1651 ou 1690. N'en subsiste que son extrémité orientale, l'île de Norderney. | C    |                |
| Stubber                                        | 54° 13′ 53″ N, 13° 36′ 09″ E       | Allemagne, mer Baltique                                                         | Île surexploitée pour ses pierres au Moyen Âge et sa grave au XIXe siècle. Elle est submergée avant 1950 (illustration : Stubber entourée en rouge sur une carte de 1608) | H    |                |
| Île Wulpen                                     | 51° 24′ 27″ N, 3° 28′ 30″ E        | Pays-Bas                                                                        | Située dans l'embouchure de l'Escaut occidental, l'île est attestée depuis le VIIe siècle. Abritait quatre village et la ville de Waterdunen, la plupart détruits par le raz-de-marée de 1377. En octobre 1570, la mer fait disparaître ses derniers restes. | C    |                |
| Bosch                                          | 53° 30′ 34,92″ N, 6° 23′ 38,04″ E  | Pays-Bas, Frise occidentale, mer des Wadden                                     | Disparaît dans le raz-de-marée de Noël en 1717. | C    |                |
| Eilean-a-beithich                              | vers56° 13′ N, 5° 37′ O            | Ecosse                                                                          | Dans cette île du groupe Slate, une carrière d'ardoise est exploitée depuis le XVIe siècle. Elle atteint un hectare de surface et 76 m de fond quand, tôt le matin du 22 novembre 1881, la paroi se rompt sous les effets conjugués d'un vent violent et d'une marée de forte amplitude, et la mer envahit la carrière (illustration : reste de la paroi sud de la carrière, avec la brèche). | H    |                |
| Récif de Beveridge                             | 20° 00′ S, 167° 48′ O              | Niue                                                                            | Cet atoll submergé du Pacifique aurait été — selon une tradition des îles Cook —, une belle île, riche en cocotiers, dont un typhon emporta la végétation et le sol, laissant le corail à nu. | C    |                |
| Mamajuda                                       | 42° 11′ 32″ N, 83° 08′ 10″ O       | États-Unis, dans la rivière Détroit                                             | Un phare fut bâti en 1849 sur cette île fluviale de 12 ha. Son gardien et sa famille en étaient les seuls habitants. Une érosion lente fit sombre le phare en 1950, et disparaître l'île vers 1960. N'en subsiste qu'un banc de sable et quelques blocs, tous totalement immergés. | C    |                |
| Île Hog (Long Island) (en)                     |                                    | États-Unis, près de New-York                                                    | Hog était une île-barrière de 1 600 m de long au sud de Long Island, dont les rares restes qui survécurent à un ouragan en 1893 ont été érodés avant 1902. | C    |                |
| Dog Key Island                                 | 30° 14′ 29,4″ N, 88° 51′ 10,44″ O  | États-Unis, au large de Biloxi (Mississippi)                                    | Dog Key était une île-barrière du milieu du XIXe siècle au début du XXe siècle. Haut lieu de trafics clandestins, un casino y fut ouvert. Abandonnée en 1932 en raison de l'érosion continue et des cyclones, elle a totalement disparu en 2011. | C    | Dessin colorié |
| Billingsgate (en)                              | 41° 52′ 14,29″ N, 70° 04′ 07,03″ O | États-Unis, au large de Cap Cod                                                 | 0,24 km2, occupée au XIXe siècle par une trentaine de familles de pêcheurs et de baleiniers, elle abritait un phare depuis 1822. Sujette aux inondations (1855, 1873, 1875, 1882) et malgré le mur protecteur qu'on bâtit en 1885, l'île est évacuée au début du XXe siècle (on emporte les maisons sur des radeaux). Le phare est détruit en 1915 et l'île disparait complètement vers 1940. | C    |                |
| Île Corn                                       | 38° 15′ 44″ N, 85° 45′ 33″ O       | États-Unis, sur le fleuve Ohio vers Louisville                                  | Occupait 0,17 km2 en 1780. L'exploitation de son sol pour la fabrication du ciment et l'abattage des arbres engloutissent une grande partie de l'île en 1895. La construction d'un barrage en 1920 la fait totalement disparaitre. | B    |                |
| Île Coconut                                    | 25° 58′ 16″ N, 81° 44′ 44″ O       | États-Unis, embouchure de la rivière Marco, Floride                             | Séparée du continent par l'ouragan Donna, sa superficie est alors de 2 860 m2. En 1990 l'érosion l'a réduite de 90%. En 2005 ce n'est plus qu'un banc de sable. | C    |                |
| Île Adams (Massachusetts) (en)                 | 41° 18′ 59″ N, 70° 18′ 25″ O       | États-Unis, côte du Massachusetts                                               | En 1902 une des tempêtes du Cap Hatteras la sépare de l'île Tuckernuck (à l'ouest). En 1910 deux ouragans successifs l'affectent significativement. En 1920 elle ne mesure plus que 400 m de long, puis 10 m en 1950. Elle a disparu en 1980. | C    |                |
| Holland Island                                 | 38° 07′ 44″ N, 76° 05′ 20″ O       | États-Unis, baie de Chesapeake, Maryland                                        | Un des dizaines (voire centaines) d'îlots engloutis de la baie : en 1910, 360 ostréiculteurs habitaient sur ses 0,65 km2 quelque 60 maisons de bois, fréquentant ses sept magasins, son église, son école. Les vagues commencèrent alors à éroder l'île, jusqu'à ce que sa dernière maison (illustration) s'effondre dans les eaux en 2010. Causes supposées : hausse du niveau des eaux, subsidence accélérée par des pompages excessifs. | E+C  |                |
| Sharp Island                                   | 38° 38′ 21″ N, 76° 22′ 33″ O       | États-Unis, baie de Chesapeake, Maryland                                        | Un des dizaines (voire centaines) d'îlots engloutis de la baie. Un cordonnier de Baltimore y avait fait bâtir à la fin du XIXe siècle un hôtel de style victorien de trois étages, flanqué d'une promenade et d'un quai. Il fut détruit dans les premières années du XXe siècle. L'île avait disparu en 1963. Un phare y subsista de 1838 à 1848, puis fut rebâti plus loin en 1882 (illustration). | E+C  |                |
| Turtle Egg Island                              | vers 38° 31′ N, 76° 16′ O          | États-Unis, baie de Chesapeake, Maryland                                        | Un des dizaines (voire centaines) d'îlots engloutis de la baie. Il est réputé avoir été le repaire du pirate Roger Makeele à la fin du XVIIe siècle. | E+C  |                |
| Puddiford's Chance                             | vers 38° 18′ 00″ N, 76° 12′ 29″ O  | États-Unis, baie de Chesapeake, Maryland                                        | Un des dizaines (voire centaines) d'îlots engloutis de la baie. Située dans le groupe des Hoopers Island (illustration), l'île fut concédée à un domestique nommé David Puddiford en 1672 à la fin de son engagement. | E+C  |                |
| Swan Isle                                      | vers 38° 18′ 00″ N, 76° 12′ 29″ O  | États-Unis, baie de Chesapeake, Maryland                                        | Un des dizaines (voire centaines) d'îlots engloutis de la baie. Située dans le groupe des Hoopers Island (illustration), l'île fut concédée à un domestique nommé Thomas Hooten en 1670 à la fin de son engagement. | E+C  |                |
| Parker's Island                                | vers 38° 53′ N, 76° 29′ O          | États-Unis, baie de Chesapeake, Maryland                                        | Un des dizaines (voire centaines) d'îlots engloutis de la baie, il fut brièvement occupé vers 1850 par une dizaine de familles d'ostréiculteurs. | E+C  |                |